# NGC 4604
NGC 4604 је галаксија у сазвежђу Девица која се налази на NGC листи објеката дубоког неба.
Деклинација објекта је - 5° 18' 10" а ректасцензија 12h 40m 44,9s. Привидна величина (магнитуда) објекта NGC 4604 износи 13,8 а фотографска магнитуда 14,4. NGC 4604 је још познат и под ознакама MCG -1-32-37, IRAS 12381-0501, PGC 42489.